# Cote de gen
Cota de gen este un instrument folosit de țări și partide pentru a crește reprezentarea femeilor în aparatul legislativ. Femeile sunt în mare parte subreprezentate în parlamente, ele formând o medie de 25,8% în parlamente la nivel global. În noiembrie 2021, cotele de gen erau adoptate în 132 de țări. În întreaga lume, cotele variază foarte mult în ceea ce privește aplicarea lor și stadiul procesului electoral vizat, creând trei tipuri principale de cote: cote de candidați legiferate, cote voluntare de partid și locuri rezervate. Cotele de gen sunt o măsură controversată care crează dezbateri cu privire la impactul lor, atât negativ, cât și pozitiv. 

## Tipuri de sisteme de cote

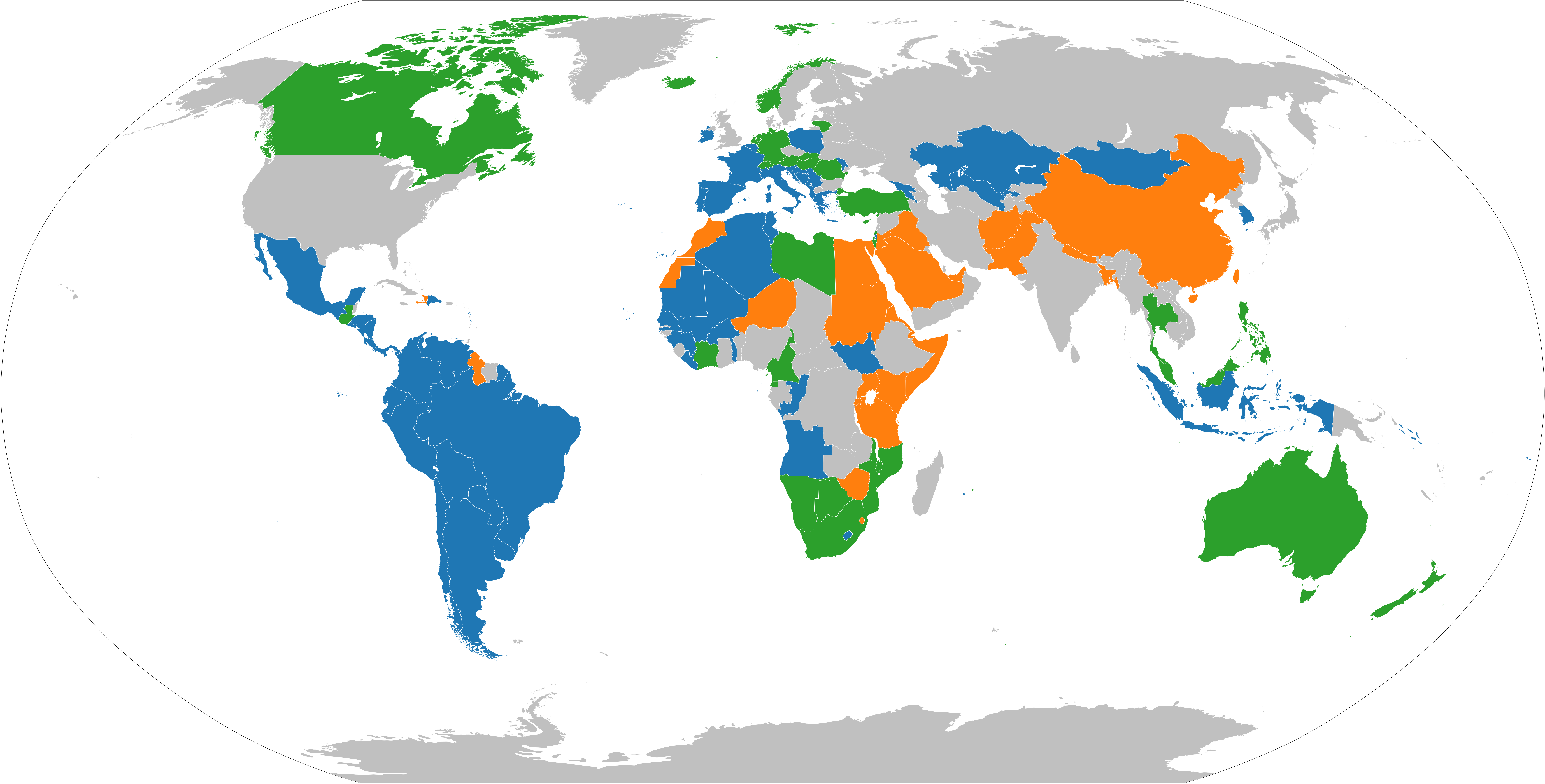
Utilizarea cotelor de gen după tip, la nivel de cameră unică/inferioară

Elaborată de Drude Dahlerup, definiția cotelor conține două dimensiuni. Prima dimensiune se referă la etapa din procesul de recrutare politică în care se folosește cota. Cotele pot viza creșterea numărului de femei care s-au gândit să candideze pentru o funcție, a numărului de femei candidate sau a femeilor care dețin funcții. A doua dimensiune ia în considerare aplicarea lor, deoarece cotele pot fi fie impuse prin lege, fie voluntare (și atunci părțile pot alege să le implementeze sau nu). Pe baza acestor variații, există trei tipuri principale de cote de gen utilizate în întreaga lume: cote pentru aspiranți, cote pentru candidați și locuri rezervate.
|                          | Ce etapă a procesului de recrutare politică este vizată? | Ce etapă a procesului de recrutare politică este vizată? | Ce etapă a procesului de recrutare politică este vizată? |
| Cum se aplică cota?      | Etapa de aspirant                                        | Etapa Candidatului                                       | Etapa aleasă                                             |
| ------------------------ | -------------------------------------------------------- | -------------------------------------------------------- | -------------------------------------------------------- |
| Cote legale              | Primare                                                  | Cote de candidați                                        | Locuri rezervate                                         |
| Cote de partid voluntare | Cote de aspiranți (lista scurtă)                         | Cote de candidați                                        | Locuri rezervate                                         |

### Cote de aspiranți
Considerată cea mai puțin utilizată formă de cotă, cotele de aspiranți asigură nominalizarea candidatelor femei de către un partid politic, crescând numărul de femei care trec din poziția de a fi eligibile pentru a candida la a fi aspirante. Cotele de aspirante sunt adoptate voluntar de partide, diferă de la partid la partid, în sistemele cu vot uninominal. Exemple pentru aceste politici includ listele scurte pentru femei realizate în Regatul Unit și listele pentru alegerile interne.
Cotele de aspiranți sunt utilizate mai puțin deoarece sunt considerate ca având eficiență scăzută. O critică este că vizează începutul recrutării politice, care nu garantează o creștere a numărului de femeilor din aparatul legislativ. Potrivit profesorului Richard Matland, o altă dificultate a acestor politici este lupta local-centrală pentru putere asupra selecției candidaților. Cotele de aspiranți tind să fie implementate de partidele centrale pentru a satisface cerințele lor, ceea ce poate afecta puterea partidelor locale.

### Cote de candidați legiferate
Acest tip de cote sunt implementate în țările care utilizează reprezentarea proporțională, cotele de candidați vizează tranziția de la aspirant la candidat, solicitând partidelor să includă un anumit procent minim de femei în listele lor de candidați. Cotele de candidați sunt fie statutare, fie voluntare. Cotele de candidați legiferate necesită ca toate partidele să respecte regula și se găsesc de obicei în America Latină - de exemplu legea cotelor din Argentina.

### Cote voluntare de partid
Cotele voluntare de partide lasă la latitudinea partidelor să implementeze liniile directoare cu privire la câte femei sunt incluse pe listele de partid. Întâlnite predominant în Europa, aceste cote sunt aplicate în sisteme cu o cultură politică liberală și la partide de stânga. Cotele voluntare de partid, precum cotele de candidați legiferate, sunt compatibile cu sistemele de reprezentare proporțională. Deoarece cotele nu sunt impuse prin lege, eficacitatea lor variază foarte mult în funcție de succesul partidului și de angajamentul față susținerea acestei politici. Un exemplu de cotă de partid voluntară de succes este în Africa de Sud, unde Congresul Național African s-a angajat să respecte o cotă și menține o reprezentare înaltă în parlamentul sud-african.

### Locuri rezervate
Cotele de locuri rezervate garantează numărul de legiuitoare care dețin mandate în legislatură prin rezervarea unui anumit procent de mandate pentru femei. În cadrul politicilor privind locurile rezervate, locurile pot fi alocate fie prin alegeri, fie prin numiri. Aceste politici sunt implementate în Orientul Mijlociu, Africa și Asia. 

## Studii de caz

### Argentina
Înainte de stabilirea unei cote de candidați în 1991, partidul peronist din Argentina a folosit cote interne de partid pentru a crește numărul de femei care dețin locuri în Congres. Deoarece partidul domina viața politică la acea vreme, Argentina avea una dintre cele mai mari proporții de femei în legislatură din lume la acea vreme.
În 1991, Argentina a adoptat Legea 24.012, prima lege națională a cotei de gen din lume. Ley de Cupos („Legea cotelor”) prevede că listele de candidați pe care le prezintă partidele trebuie să aibă cel puțin 30% femei. De asemenea, legea cerea ca pe listă candidatele să fie plasate pe locuri eligibile, pozițiile depinzând de numărul de locuri pe care un partid le reînnoiește de la alegerile precedente. În majoritatea contextelor, această impunere însemna că cel puțin o femeie candida pentru fiecare doi bărbați care candidau. Pentru a asigura conformitatea, partidele care nu prezintă liste care îndeplinesc aceste cerințe erau respinse.
În noiembrie 2017, Argentina a adus modificări Codului său electoral din 2012. Prin Legea nr. 27.412 art. 60, listele de partid erau obligate să fie realizate folosind un sistem de tip fermoar, în care alternau locurile ocupate de bărbați și de femei pe listă. Din cauza acestui mecanism, listele de partid trebuie să aibă paritate (50% femei) în componența lor.
De la 1 noiembrie 2021, în Argentina sunt 42,6% femei în Camera Deputaților și 40,3% femei în Senat.

## Eficacitate

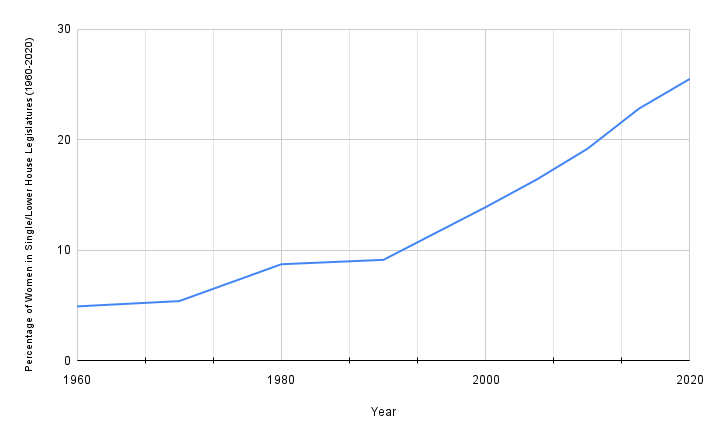
Procentul de femei în legislaturi unicamerale și camere inferioare din 1960 până în 2020

Într-o lucrare din 2008 a lui Aili Tripp și Alice Kang, s-a constatat că cotele au un efect pozitiv și semnificativ din punct de vedere statistic asupra numărului de femei alese în organele legislative. Ei au constatat, de asemenea, că cotele de partide voluntare și locurile rezervate au avut un efect semnificativ și pozitiv asupra reprezentării femeilor, în timp ce cotele obligatorii ale partidelor nu au avut un efect semnificativ. Cotele rezervate au fost mai eficiente decât cotele de partid voluntare.
În 2015, Pamela Paxton și Melanie Hughes au stabilit că din 1990 până în 2010, cotele au devenit mai eficiente în timp în creșterea reprezentării femeilor. La sfârșitul perioadei, cotele s-au dovedit de două ori mai eficiente decât la început. Ei atribuie acest lucru în parte unei scăderi în timp a rezistenței și creșterii acceptării în rândul elitelor. La fel ca Tripp și Kang, Hughes și Paxton au văzut că cotele rezervate erau mai eficiente decât cotele candidaților, considerând că acestea sunt de două ori mai eficiente.
Eficacitatea politicilor de cote este influențată de mulți factori, inclusiv de contextul țării în care este adoptată. Din acest motiv, nu există o cotă universală „perfectă” pentru creșterea reprezentării femeilor 

### Mandate de plasament
Poziționarea femeilor pe listele de partid și circumscripții electorale poate afecta eficiența stabilirii unei cote. Pentru creșterea reprezentării femeilor, femeile trebuie să fie numite în circumscripții „câștigabile” sau să aibă locuri în buletinele de vot de partid, unde au șanse plauzibile de a fi alese. 
În sistemele proporționale, tipul de listă de candidați utilizat de partide în alegeri poate afecta numărul de femei care sunt alese, indiferent dacă există sau nu o cotă de candidați legiferată. Listele închise tind să dea rezultate mai eficiente decât listele deschise. Acest lucru se datorează faptului că sistemele cu liste închise pot implementa mandate de plasament, care impun partidelor să plaseze femeile în poziții elective pe listă. În alegerile pe liste deschise, alegătorii selectează candidații individuali în funcție de preferințele lor, astfel încât mandatele de plasare nu sunt o posibilitate.
Există mai multe tipuri de mecanisme de plasare verticală:
- Un sistem cu fermoar necesită ca listele de partid să alterneze candidații între bărbați și femei.[28]
- Unele țări precum Belgia prevăd că primii doi candidați nu pot fi de același sex, necesitând o femeie în primele două poziții de pe listă.[29]
- Unul dintr-un grup de un anumit număr de candidați trebuie să fie o femeie (de exemplu,1 femeie candidat pentru fiecare 3 bărbați candidați).[30]

În sistemele majoritare, cotele sunt eficiente dacă femeile sunt plasate în circumscripții cu șanse de a câștiga. Pentru ca acest lucru să se întâmple, trebuie instituite mecanisme de plasare orizontală adecvate, bazate pe succesul sau eșecul anterior al partidului în acele circumscripții.

### Mecanisme de impunere
Pentru a se asigura că partidele politice respectă cotele de gen, țările pot implementa în lege mecanisme de aplicare care impun consecințe clare pentru partidele care eludează cota. Aceste legi încurajează respectarea cotei, rezultând, prin urmare, că mai multe femei sunt alese.
Cu toate acestea, există multe variații în ceea ce privește nivelul de aplicare. În unele țări, nu există nicio penalizare pentru refuzul de a respecta cota. În alte țări, partidele sunt sancționate pentru că nu respectă cota, dar pot candida în continuare. Leslie Schwindt-Bayer explică că acest lucru creează o problemă, deoarece partidele pot pretinde că nu au găsit suficiente femei calificate și continuă să prezinte candidați în majoritate bărbați. Cea mai strictă aplicare a cotelor respinge listele partidelor politice care nu respectă cota, împiedicându-le să candideze la alegeri.

## Critică
În timp ce cotele pot fi un instrument util în creșterea reprezentării femeilor în legislaturi, ele sunt, de asemenea, politici controversate.
Deoarece unele cote impun ca partidele să includă un anumit număr de femei pe listele lor, cotele pot fi privite ca nedemocratice, deoarece alegătorii nu pot decide cine este ales.
| Avantajele și dezavantajele ale sistemelor de cote   | Avantajele și dezavantajele ale sistemelor de cote                                                                                          | Avantajele și dezavantajele ale sistemelor de cote |
|                                                      | Critică | Avantaje |
| ---------------------------------------------------- | --- | --- |
| Oportunități egala                                   | Cotele oferă femeilor preferință față de candidații bărbați, astfel încât acestea nu respectă principiul egalității de șanse.               | Femeile se confruntă cu bariere în procesul electoral, bărbații având avantaje față de candidații de sex feminin, iar cotele rectifică această inechitate.                                                                         |
| Districte/unități administrative cu un singur membru | Cotele nu pot funcționa corect în districtele cu un singur membru.                                                                          | Există țări cu sisteme cu districte unde au un singur membru și care folosesc cote, precum Franța, Mexic și Regatul Unit. |
| Nivelul democrației                                  | Cotele reprezintă o încălcare a drepturilor alegătorilor pentru că ei decid cine este ales, nu alegătorii înșiși.                           | Partidele politice au autoritate asupra plasării și selecției candidaților pe listele de partide, astfel încât să nu încalce drepturile alegătorilor. Cotele pot face procesul de numire mai transparent, care susține democrația. |
| Merit                                                | Cotele sugerează că genul determină alegerea candidaților mai degrabă decât calificările acestora, excluzând candidați mai bine calificați. | Femeile sunt suficient de calificate pentru o funcție, dar aceste calificări sunt trecute cu vederea, așa că cotele le ajută pe femeile calificate să ajungă să ocupe o funcție și să elimine „bărbații mediocri”.                 |
| Stigmatul                                            | Este posibil ca unele femei să nu dorească să fie alese pe baza sexului lor.                                                                | Prin creșterea numărului de femei într-o legislatură, cotele scad stresul cu care se confruntă „femeile simbol”. |

## Consecințe
În afara creșterii reprezentării femeilor în aparatul legislativ, cotele pot avea efecte asupra femeilor candidate, a colegilor lor și a alegătorilor lor.

### Efectele de mandat de reprezentare și de etichetă
În țările care au adoptat cote, femeile legiuitoare alese prin politica de cote se pot simți obligate să reprezinte femeile, deoarece acesta a făcut parte din motivul pentru care au fost alese.
Un alt impact al percepției că femeile care sunt alese datorită impunerilor de cotă au fost alese doar din cauza sexului lor este că „femeile din cotă” sunt văzute negativ de colegii lor ca fiind mai puțin calificate și lipsite de independență. 

## Situația în România
După ce în primele legislaturi de după 1989, femeile reprezentau o pondere de sub 5%, în 2016 procentul de femei din Parlament plasa România pe ultimele locuri la nivel european, cu 14,2%. În acel an a fost inițiat un proiect de lege care propunea instituirea unor cote de gen. Propunerea modifica și completa Legea nr. 208/2015 privind alegerea Senatului și a Camerei Deputaților și funcționarea Autorității Electorale Centrale Permanente, cu intenția de a introduce o cotă de gen minimă de 30% atât în cazul femeilor, cât și al bărbaților. Pentru a asigura aplicarea legii, validarea listelor de candidați la alegerile locale, s-a propus modificarea și completarea Legilor nr. 115/2015 pentru alegerea autorităților administrației publice locale, Legea administrației publice locale nr. 215/2001 și Legea nr. 393/2004 privind Statutul aleșilor locali. Propunerea legislativă a fost votată de Camera Deputaților în 2016 dar respinsă de Senat în 2018.
În același timp în 2018 a fost adoptată modificarea Legii de finanțare a partidelor politice prin legea nr.34 din 17 ianuarie 2018, care prevede că partidele politice care promovează femei pe listele electorale, pe locuri eligibile vor beneficia de alocări suplimentare de la bugetul de stat, proporțional cu numărul mandatelor obținute în alegeri de candidații femei.